# George Louis Poilleux Saint-Ange
Pour les articles homonymes, voir Poilleux.
Georges Louis Poilleux Saint-Ange né Ange Louis Poilleux le 20 juin 1853 dans l'ancien 6e arrondissement de Paris et décédé le 25 juillet 1911 à Rothéneuf en Paramé (Ille-et-Vilaine), est un peintre et dessinateur français.

## Biographie
Fils d'Ange Poilleux, dessinateur, et d'Eugénie Pauline Révillon, sœur du sculpteur Jean-Baptiste Révillon, il devient l'élève de son père puis de Jean-Paul Laurens et Isidore Pils. Poilleux Saint-Ange s'oriente sur la peinture militaire, la peinture d'histoire ainsi que quelques scènes religieuses.
Certaines de ces œuvres sont conservées par le musée du Louvre, et un grand nombre d'autres sont actuellement propriété de l'État ou de musée.
Poilleux Saint-Ange fut présent aux Salon de peinture et de sculpture de 1879 à 1901.
Mort à l'âge de 58 ans à Paramé où il était en villégiature, Poilleux Saint-Ange était marié depuis août 1882 avec Marguerite Chabert, fille d'un colonel de gendarmerie qui avait été sous le Second Empire lieutenant aux Guides de l'impératrice Eugénie.

## Élèves
- Jean-Baptiste Quéton (1826-1904), dessinateur et lithographe présent aux Salons de 1889 à 1903.
- Lucien Colin-Lefrancq (1845-1914), peintre et dessinateur présent aux Salons de 1911 à 1914.

## Récompense
- Mention honorable décernée par le jury de peinture de l'Exposition universelle de Paris de 1889.

## Distinctions
- Officier d'Académie (arrêté ministériel du 30 décembre 1887).
- Officier du Nichan Iftikhar (décret beylical de mai 1897)[9].
- Officier de l'Instruction publique (arrêté ministériel du 22 janvier 1898)[10].

## Œuvres dans les catalogues d'expositions
Salon des artistes français
- Salon de 1879 :
  - Emma et Éginhard, peinture (n° 2446)[11]. Dimensions : 1m36 x 1m02. Localisation actuelle inconnue[12].
- Salon de 1880 :
  - Le préfet Valentin reçu par le général Uhrich, commandant la place de Strasbourg (19 septembre 1870), peinture (n° 3061)[13]. Achat de l'État.
  - Diogène, peinture (n° 3062). Dimensions : 0m92 x 0m73.
- Salon de 1881 :
  - Exécution de Porcon de La Barbinais, peinture (n° 1893)[14]. Achat de l'État.
  - Portrait de M. A. L..., peinture (n° 1894).
- Salon de 1882 :
  - Étienne Marcel fait lire les Grandes ordonnances sur la place de Grêve, mars 1357, peinture (n° 2174).
- Salon de 1883 :
  - Kosciusko et Catherine II, peinture (n° 1943).
- Salon de 1884 :
  - Naufrage de la Jeannette, peinture (n° 1949). Tableau également connu sous le titre Hommage au commandant de la Jeannette.
- Salon de 1885 :
  - Portrait de Mme A. Landrin, peinture (n° 2009)[15].
  - Enfance de Sémiramis, peinture (n° 2010).
- Salon de 1886 :
  - Derniers moments de Dupleix, peinture (n° 1904). Achat de l'État[16]. Tableau également connu sous le titre Mort de Dupleix.
- Salon de 1887 :
  - Abandonné, peinture (n° 1924).
- Salon de 1888 :
  - Le cardinal Georges d'Amboise, ministre de Louis XII, archevêque de Rouen (1460-1510), peinture (n° 2044). Achat de l'État (2 000 francs).
- Salon de 1890 :
  - Une prise de voile au couvent de l'Assomption, peinture n° 1935. Achat de l'État.
  - Apaisement, peinture (n° 1936).
- Salon de 1891 :
  - La France travaille et veille, peinture (n° 1334)[17]. Achat de la Ville de Paris. Tableau également connu sous le titre Allégorie de la France.
- Salon de 1892 :
  - Baptême, peinture (n° 1372). Tableau également connu sous le titre Un baptême à Marnes.
- Salon de 1893 :
  - Funérailles de M. Alphand, dôme central du Champ de Mars, peinture (n° 1436).
- Salon de 1895 :
  - Translation de l'ossuaire de Trégastel (Bretagne), peinture (n° 1543). Achat de l'État.
- Salon de 1896 :
  - Prière matinale, peinture (n° 1617)[18]. Tableau également connu sous le titre Prière matinale en Bretagne.
- Salon de 1899 :
  - Le matin à El Djem (Tunisie), peinture (n° 1380).
- Salon de 1901 :
  - Batteuses de blé, Morbihan, peinture (n° 1624).

Autres lieux d'expositions
- 1881 : Hôtel Drouot (exposition du 18 au 19 mai) :
  - La Fille de Charlemagne (n° 162)[19]. Dimensions : 1m45 x 1m.
- 1883 : Musée de Picardie (exposition du 6 mai au 15 juin) :
  - Robert de Luzarches, architecte de la cathédrale d'Amiens (n° 376)[20].
- 1885 : Musée de Versailles (exposition du 19 juillet) :
  - Jongleur indien (n° 342).
  - Prière de l'évêque (n° 343).
- 1886 : Musée des  Beaux-Arts de Rouen (exposition du 1er au 15 octobre) :
  - Derniers moments de Dupleix (n° 465). Tableau présenté au Salon de 1885.
  - Enfance de Sémiramis (n° 466). Tableau présenté au Salon de 1886.
- 1889 : Exposition universelle de 1889 (exposition du 5 mai au 31 octobre)[21] :
  - Le Champ-de-Mars avant l'Exposition, peinture marouflée sur panneau ornant le premier tympan du pavillon de raccordement, avenue de la Bourdonnais.
  - Le Champ-de-Mars pendant l'Exposition, peinture marouflée sur panneau ornant le second tympan du pavillon de raccordement, avenue de la Bourdonnais.
  - L'Enseignement, L'Assistance publique, Les Arts et Les Sciences, 4 peintures marouflées sur panneaux ornant les pignons du Pavillon spécial de la Ville de Paris.
- 1899 : Hôtel de ville de Rennes (exposition du 2 au 19 mars)[22] :
  - Prière matinale en Bretagne (n° 113). Tableau présenté au Salon de 1892.
  - Baratteuse bretonne (n° 114).
  - Intérieur de grange (Vosges) (n° 115).
  - Vue de Tunis (n° 116).
- 1900 : Exposition universelle de 1900 (exposition du 15 avril au 12 novembre) :
  - Décoration picturale de la Porte Rapp, avenue de la Bourdonnais.
- 1911 : Hôtel Drouot (exposition du 30 avril) :
  - Le Pressoir (n° 8)[23]. Peinture datée de 1893.

## Œuvres dans les collections publiques
Musée du Louvre

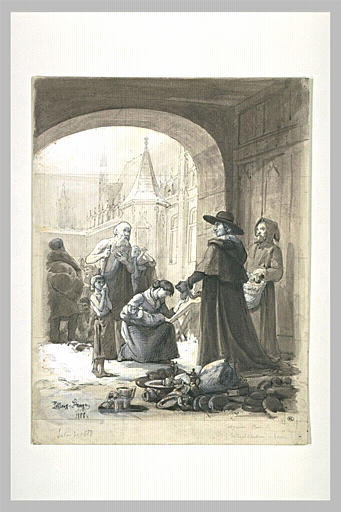
Le cardinal Georges d'Amboise, archevêque de Rouen (1460-1510). Musée du Louvre.

- Le cardinal d'Amboise, archevêque de Rouen (1460-1510), dessin à la mine de plomb et à la plume encre noire, esquisse pour le tableau du Salon de 1888.
- Une prise de voile au couvent de l'Assomption, dessin préparatoire à la plume encre noire et lavis pour le tableau du Salon de 1890.

Musée du Luxembourg
- Derniers moments de Dupleix (Salon de 1886)[24]. Achat de l'État.

Musée des Beaux-Arts de la ville de Paris (Petit Palais)
- La France travaille et veille (Salon de 1891). Achat de la Ville de Paris.

Musée des Beaux-Arts de Brest
- Exécution de Porcon de La Barbinais (Salon de 1881)[25]. Don de l'État. Dimensions : 1m60 x 3m80.

Musée d'Art et d'Histoire de Saint-Brieuc
- Translation de l'ossuaire de Trégastel (Salon de 1895). Don de l'État (1896)[26]. Dimensions : 1m24 x 2m30.

Musée de Dinan
- Batteuses de blé, Morbihan (Salon de 1901).

Musée de Cambrai
- Le cardinal Georges d'Amboise, ministre de Louis XII, archevêque de Rouen (Salon de 1888). Dépôt de l'État (1889)[27]. Dimensions : 3m70 x 2m70[28].

Préfecture de Police de Paris
- Le préfet Valentin reçu par le général Uhrich, commandant la place de Strasbourg en 1870 (Salon de 1880). Dimensions : 1m43 x 1m76[29]. Antérieurement exposé au ministère de l'Intérieur, place Beauvau.

Musée de peinture de Lectoure
- Une prise de voile au couvent de l'Assomption (Salon de 1890)[30]. Dépôt de l'État (1891). Dimensions : 2m73 x 2m25[31].

Ambassade de France en Tunisie (ex-Palais de la Résidence générale de France)
- Les ruines de l'amphithéâtre d'El Djem, peinture. Achat de l'État (1891)[32].

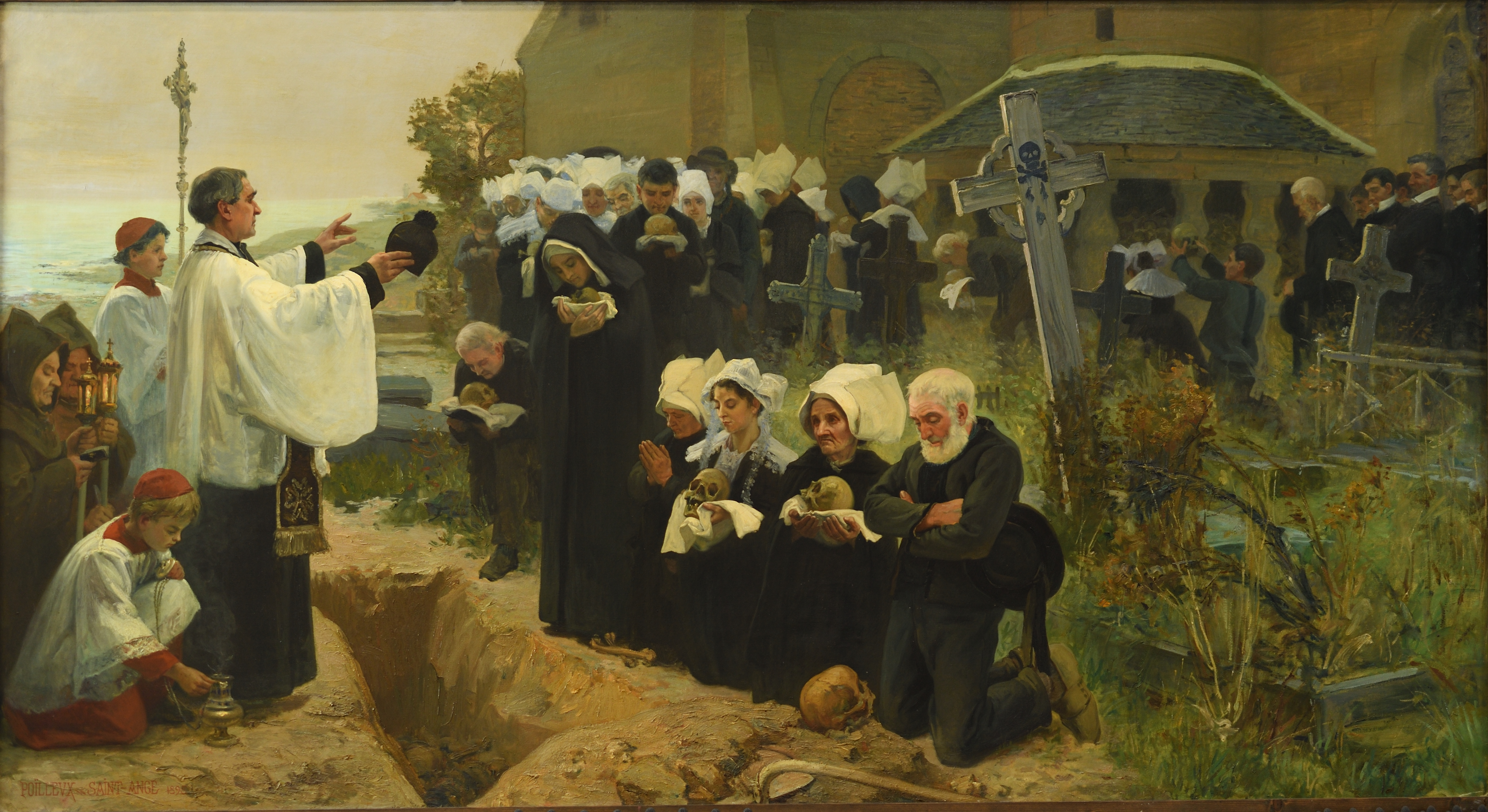
Translation de l'ossuaire de Trégastel (Salon de 1895). Musée d'art et d'histoire de Saint-Brieuc.

## Sources
- Explication des ouvrages de peinture, sculpture, architecture, gravure, et lithographie des artistes vivants exposés au Palais des Champs-Elysées ... p. 150-151[33] ;
- 1820-1920, les petits maîtres de la peinture : valeur de demain de Gérald Schurr, p. 24 et 225[34] ;
- L'Art officiel à la fin du XIXe siècle: dessins et peintures ... : Château de Blois, 30 janvier-25 février 1976, Conservation du château et des musées de Blois, p. 89[35] ;
- Patrimoine sacré en Bretagne de Yves-Pascal Castel, Andrew-Paul Sandford Coop Breizh, 2006 - 207 pages, p. 28[36] ;
- International auction records, vol. 25, p. 1758[37] ;
- Courrier de l'art, vol. 8, p. 212[38] ;
- La Troisième République et les peintres par Pierre Vaisse, Flammarion, 1995 - 475 pages, p. 167 et 408[39].